# Pycnothele piracicabensis
Pycnothele piracicabensis är en spindelart som först beskrevs av Salvador de Toledo Piza Júnior 1938.  Pycnothele piracicabensis ingår i släktet Pycnothele och familjen Nemesiidae. Inga underarter finns listade i Catalogue of Life.